# بيتر كين
بيتر كين (بالإنجليزية: Peter Kane)‏ كان ملاكم إنجليزي صنّف ضمن فئة وزن الذبابة. حقق بطولة رابطة الملاكمة العالمية.

## إحصائيات
خاض خلال مسيرته 98 نزالا، فاز في 88 وتعادل في 2 وخسر في 7. فاز بالضربة القاضية في 53 نزالا.

## روابط خارجية
- بيتر كين على موقع بوكس ريك (الإنجليزية) (registration required)